# Cleó de Curium
Cleó de Curium (en llatí Cleon en grec antic Κλέων "Kléon") fou un poeta grec autor d'un poema sobre l'expedició dels argonautes (Ἀργοναυτικά) del qual Apol·loni Rodi en va treure moltes parts per elaborar la seva obra.